# Daniel Ritter
Daniel Ritter (* 19. März 1822; † nach 1870) war ein bayerischer Politiker.

## Werdegang
Ritter war Bürgermeister von Sembach (Pfalz). Als Abgeordneter der Fortschrittspartei zog er 1870 in die Kammer der Abgeordneten des Bayerischen Landtags ein. Familiäre und geschäftliche Gründe veranlassten ihn, ein Austrittsgesuch zu stellen, dem am 3. Januar 1871 entsprochen wurde.